# (596) Шейла
(596) Шейла (лат. Scheila) — астероид главного пояса, который принадлежит к редкому спектральному классу T. Он был обнаружен 21 февраля 1906 года германским астрономом Августом Копффом в обсерватории Хайдельберг и назван по имени его знакомой английской студентки.

Орбита астероида Шейла и его положение в Солнечной системе
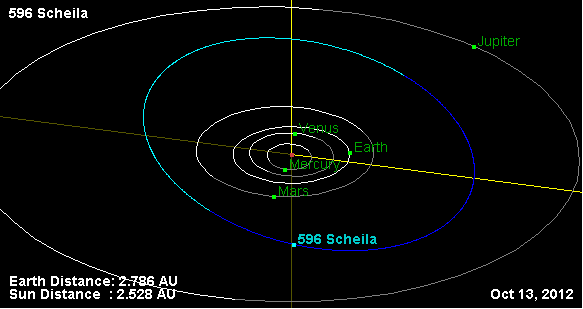
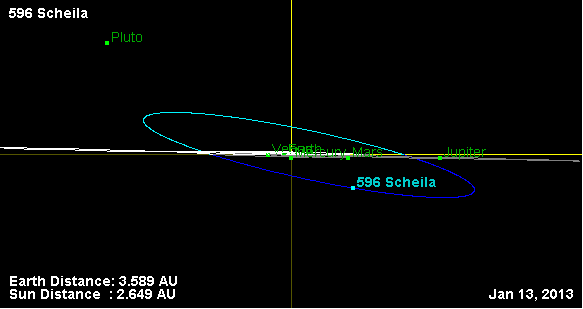

## Кометная активность
11 декабря 2010 года, Стив Ларсон (Catalina Sky Survey), вместо астероида (596) Шейла обнаружил комету с видимой звёздной величиной около 13,5. Сравнение архивных данных показало, что кома у астероида появилась в период с 11 ноября 2010 года по 3 декабря 2010 года. Наблюдения телескопов Хаббл и Свифт, позволяют предположить, что астероид (596) Шейла столкнулся на скорости ~ 5 км/с с ранее неизвестным астероидом диаметром ~ 35 метров.
Последний раз (596) Шейла прошла перигелий 19 мая 2012 года, до этого она была в перигелии 20 мая 2007 года.